# Miroslav Krejčík
Miroslav Krejčík (* 15. července 1964 Praha) je český ředitel podniku, v letech 2004 až 2007 ředitel Vojenského zpravodajství, člen ČSSD.

## Život
V letech 1982 až 1984 absolvoval dvouletou důstojnickou školu v Novém Městě nad Váhom a následně v letech 1986 až 1990 vystudoval Spojovací fakultu Vysoké vojenské technické školy v Liptovském Mikuláši (získal titul Ing.).
Mezi roky 1984 a 1994 zastával odborné a velitelské funkce u útvarů spojovacího vojska, mezi roky 1994 a 2001 zpravodajské a řídící funkce u Vojenského obranného zpravodajství. V letech 2001 až 2003 byl bezpečnostním ředitelem Vojenského obranného zpravodajství, v letech 2003 až 2004 pak ředitelem. V prosinci 2004 byl jmenován ředitelem Vojenského zpravodajství, funkci zastával do května 2007.
Od roku 2007 je jednatelem a společníkem ve firmě IMK Solution. V letech 2013 až 2014 byl vrchním ředitelem divize ICT a eGovernment ve státním podniku Česká pošta. Od roku 2014 je předsedou představenstva a ředitelem akciové společnosti Poštovní tiskárna cenin Praha.
Miroslav Krejčík je ženatý. S manželkou Ilonou žije ve městě Unhošť na Kladensku, mají dceru Kateřinu.

## Politické působení
Od června 2007 do 2013 místopředseda ústřední odborné komise ČSSD pro bezpečnost. Od roku 2012 je členem ČSSD. Ve straně zastává post místopředsedy místní organizace Unhošť a člena OVV Kladno. V komunálních volbách v letech 2014 a 2018 kandidoval za ČSSD do Zastupitelstva města Unhošť, ale ani jednou neuspěl.
V lednu 2018 oznámil záměr kandidovat v únoru téhož roku na předsedu ČSSD. Na sjezdu však získal pouze 30 hlasů a neuspěl.